# 程德良
程德良（？—？），字凝之，號雲連，湖廣德安府雲夢縣人，官籍，明朝政治人物。

## 生平
萬曆四年（1576年）丙子科湖廣鄉試第六十九名，萬曆十一年（1583年）癸未科會試第一百七十名，登三甲第二十六名進士。都察院觀政，本年授四川重庆府推官，十三年充本省乡试同考官，十五年降河南按察司知事，十六年升河南府推官，丁憂，復除撫州府推官，二十七年降補光州判官，二十八年升崇信知县。
著有《白蓮沜文選》九卷。

## 家族
曾祖程升，曾任歲貢生 贈監察御史；祖父程春霖；父程造，曾任壽官。母張氏。